# Marianne Rosenberg
Pour les articles homonymes, voir Rosenberg.
Marianne Rosenberg, née le 10 mars 1955 à Berlin-Lankwitz, est une célèbre chanteuse allemande de pop et de schlager.

## Biographie
Née en 1955,, Marianne Rosenberg est la troisième d'une fratrie de sept enfants d'Otto Rosenberg, un survivant d'Auschwitz et membre de longue date du comité directeur du Zentralrats Deutscher Sinti und Roma (conseil central des allemands manouches et roms). Elle grandit au sein d'une famille d'artistes manouches à Berlin. Sa sœur Petra Rosenberg est présidente du Landesverbandes Deutscher Sinti und Roma Berlin-Brandenburg (association des manouches et des roms de Berlin-Brandebourg).
À l'âge de quatorze ans, Marianne Rosenberg remporte un concours de talent au Romanisches Café de l'Europa-Center. Ensuite, elle enregistre son premier disque microsillon Mr. Paul McCartney qui est son premier succès. Avec ses titres suivants Fremder Mann (1971), Jeder Weg hat mal ein Ende (1972), Er gehört zu mir (1975) et Marleen (1976), sa carrière atteint son apogée. Elle fait de nombreuses apparitions à la radio comme à la télévision (dont plusieurs dans l'émission ZDF-Hitparade) et est promue comme l'une des stars du courant schlager avec le plus de succès au cours des années 1970.

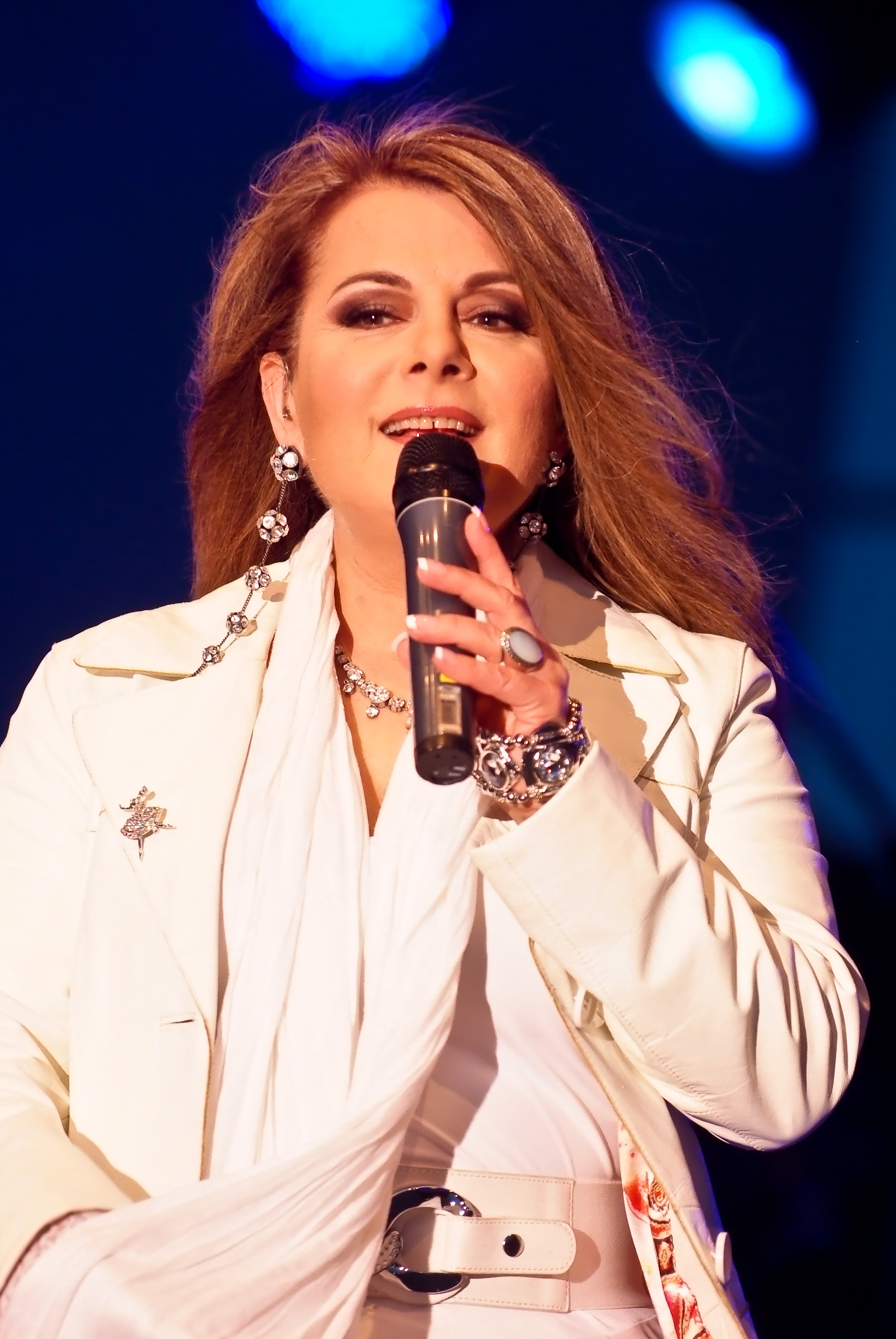
Marianne Rosenberg en 2009.

En 1975, elle participe à la sélection allemande pour le Grand Prix de l'Eurovision mais se classe seulement dixième, avec sa chanson Er gehört zu mir. Pourtant, celle-ci devient un hit en 1976 et reçoit l'année suivante le titre de bronze Bravo Otto de la revue pour jeunes, Bravo.
À l'occasion de la sélection pour le Grand Prix Eurovision 1976, elle tente de représenter le Luxembourg avec le titre Tout peut arriver au cinéma (Lieder der Nacht), mais elle échoue au détriment de son compatriote allemand, le chanteur Jürgen Marcus, qui part pour La Haye en vue de la finale de l'Eurovision. Toujours à ce concours, en 1978, son titre Nein, weinen werd’ ich nicht se classe en septième position et est diffusé& à la radio.
Une nouvelle fois, en 1980, Marianne Rosenberg essaya de représenter l'Allemagne au Grand Prix Eurovision. Elle se détache ensuite pendant quelques années du monde de la chanson et enregistre des films.
Les années 1990 voient le retour de Marianne Rosenberg sur le devant de la scène, entre autres avec des remix techno de ses plus grands succès.
Au fil du temps, Marianne Rosenberg est devenue une chanteuse culte et une icône gay en Allemagne et dans d'autres pays germanophones..
Son dernier tube, Wann (Mr. 100%), issu d'un nouvel album paru en mars 2020, Im Namen der Liebe, signe un retour à des mélodies pop modernes et se classe immédiatement en tête des chansons les plus jouées à la radio allemande. Cet album a été son premier album classé en tête des ventes en Allemagne.

## Discographie
- 1970 Mr. Paul McCartney
- 1971 Fremder Mann
- 1972 Er ist nicht wie du
- 1974 Wären Tränen aus Gold
- 1975 Er gehört zu mir
- 1975 Ich bin wie du
- 1976 Lieder der Nacht
- 1976 Marleen
- 1979 Wo ist Jane
- 1980 Ruf an!
- 1980 Ich hab' auf Liebe gesetzt
- 1982 Nur Sieger stehn im Licht
- 1989 Ich denk an dich
- 1992 Nur eine Nacht
- 2000 Himmlisch
- 2001 Nur das Beste
- 2004 Lieder der Nacht-Special ed.
- 2004 Für Immer Wie Heute
- 2008 I'm a woman
- 2011 Regenrythmus
- 2020 Im Namen der Liebe

## Télévision
- 2014 : Deutschland sucht den SuperStar (11e saison) : Juge